# 황희태
황희태(黄禧太, 1978년 6월 12일 - )는 대한민국의 유도 선수이다. 2004년 하계 올림픽에 국가 대표로 출전했지만 메달권에서 탈락했다. 그러나 2006년 아시안 게임에서는 카자흐스탄의 막심 라코프를 꺾고 남자 90kg급 금메달을 땄다.
2015년 무도 특별채용을 통해 경찰이 되어 충남 지역에 배치되었다.

## 학력
- 목포삼학초등학교
- 목포홍일중학교
- 목포고등학교
- 경희대학교 입학(유도부해체)
- 용인대학교(편입) 졸업

## 경력
- 2004년 제28회 아테네올림픽 국가대표
- 2006년 제15회 도하 아시안게임 국가대표
- 2010년 제16회 광저우 아시안게임 국가대표
- 2012년 제30회 런던올림픽 국가대표

## 성적
- 2002년 아스타나오픈 국제유도대회 90kg급 금메달
- 2003년 독일오픈 국제유도대회 90kg급 금메달
- 2003년 세계 유도선수권대회 90kg급 금메달
- 2006년 제15회 도하아시안게임 남자 유도 90kg급 금메달
- 2008년 제89회 전국체육대회 남자 유도 90kg급 금메달
- 2008년 칭다오오픈 국제유도대회 남자 유도 90kg급 은메달
- 2009년 모스크바 그랜드슬램대회 남자 100kg급 금메달
- 2009년 몽골 월드컵 국제유도대회 남자 100kg급 금메달
- 2010년 제1회 월드마스터스 유도대회 남자 100kg급 금메달
- 2010년 제1회 월드마스터스 유도대회 남자 100kg 급 금메달
- 2010년 제16회 광저우 아시안게임 남자 유도 100kg급 금메달
- 2011년 아시아 유도선수권대회 남자 100kg급 은메달
- 2011년 중국 그랑프리 국제유도대회 100kg급 금메달
- 2012년 독일 그랑프리 국제유도대회 100kg급 은메달
- 2012년 런던올림픽 남자 100kg 이하급 세계5위

## 수상
- 2006년 대한유도회 경기상 최우수 선수상